# Karpnicki Potok
Karpnicki Potok (niem. Fischbach) – potok górski, lewy dopływ Bobru o długości 12,17 km.
Potok płynie w Sudetach Zachodnich, w Rudawach Janowickich, w woj. dolnośląskim. Wypływa z Karpnickiego Źródła pod przełęczą dzielącą Bielec a Dziczą Górę. W Strużnicy na wysokości 460 m n.p.m. przyjmuje lewy dopływ strumyku z Harcerskiej Polany, którego źródła biorą się na wysokości 570 m n.p.m. Opuszczając Strużnice, Karpnicki Potok płynie na północ, przyjmuje kilka strumyków. Na wysokości Karpnik potok skręca nagle w kierunku zachodnim i przepływa przez Karpniki, gdzie poniżej wsi wydostaje się na rozległe obniżenie Kotliny Jeleniogórskiej, z ulokowanymi w tym miejscu Karpnickimi Stawami, gdzie przyjmuje dwa największe lewe dopływy Gruszkówkę i Łupię. W dolnej części potok, po przekroczeniu Karpnickich Stawów spływa w kierunku północno-zachodnim do dość płaskiej doliny Jedlicy, gdzie wśród łąk płynie w kierunku Wojanowa i uchhodzi na poziomie ok. 350 m n.p.m. do Bobru.
Zasadniczy kierunek biegu potoku jest północno-zachodni. Jego koryto jest kamienisto żwirowe z małymi progami kamiennymi. Stanowi on ważny korytarz migracyjny dla roślin higrofilnych siedlisk nadrzecznych (zarośla, lasy łęgowe) i rzecznych (włosieniczniki). W większości swojego biegu potok jest nieuregulowany, o wartkim prądzie wody, w okresach wzmożonych opadów i wiosennych roztopów stwarza zagrożenie powodziowe.